# Anta do Pai Anes
A Anta do Pai Anes é um megalítico situado a cerca de 1,7 km a noroeste de Póvoa e Meadas, na freguesia de Nossa Senhora da Graça de Póvoa e Meadas, município de Castelo de Vide, distrito de Portalegre, no nordeste alentejano. 
O monumento está localizado numa pequena encosta a cerca de 100 metros a oeste da Ribeira de Pai Anes. 
Anta, mamoa, dólmen, orca e lapa são nomes comuns em Portugal para os cerca de 5.000 megálitos construídos no período neolítico no oeste da Península Ibérica pelos sucessores da Cultura da cerâmica cardial. 

## História
Em 1959, o monumento foi descrito pela primeira vez por Georg e Vera Leisner e em 1997 foi declarado como Imóvel de Interesse Público e protegido por essa via. Em 1982, a túmulo megalítico foi examinado pela secção arqueológica do município numa escavação não oficial.
O local é de propriedade privada e foi severamente danificado. Com as medidas de restauro e conservação do ano de 2003, foi feita uma tentativa de impedir a posterior degradação do monumento.

## Descrição
A câmara de enterro poligonal alongada era delimitada por sete esteios/Pedras de suporte em granito. Seis das pedras de suporte ainda estão preservadas, cinco delas in situ, embora ligeiramente deslocadas de sua posição original. A laje de cobertura da câmara funerária perdeu-se. 
A primeira pedra de sustentação está decorada na parte inferior com um entalhe oblongo em toda a largura e duas concavidades concêntricas próximas ao topo. 
Desconhecem-se indicações de um corredor ou de uma cobertura em terra ([mamoa]) da anta.

## Achados
As descobertas das investigações até agora foram limitadas a um machado de ardósia.
A datação do deste tipo de monumento situa-se geralmente no período de 4 mil a 3. mil anos antes de Cristo.